# Claudio Sulser
Claudio Sulser (Lugano, 8 oktober 1955) is een voormalig profvoetballer uit Zwitserland die speelde als centrale aanvaller. Hij werd in 1982 uitgeroepen tot Zwitsers voetballer van het jaar.

## Clubcarrière
Sulser kwam onder meer uit voor FC Mendrisio-Stabio, Grasshopper Club en FC Lugano. Hij won vier keer de Zwitserse landstitel met Grasshopper Club. Sulser beëindigde zijn loopbaan in 1989 bij FC Lugano.

## Interlandcarrière
Sulser speelde in totaal vijftig officiële interlands (13 doelpunten) voor Zwitserland. Onder leiding van de eveneens debuterende bondscoach Roger Vonlanthen maakte hij zijn debuut op 30 maart 1977 in de vriendschappelijke wedstrijd tegen Portugal (5-0) in Funchal.

## Erelijst
Grasshopper Club Zürich
- Zwitsers landskampioen

1978, 1982, 1983, 1984
- Zwitserse beker

1983
- Topscorer Nationalliga A

1980 (25 goals)
- Zwitsers voetballer van het jaar

1982